# فیلم در ۲۰۲۰
سینما در سال ۲۰۲۰ شاهد چند فیلم برجسته، چندین رویداد سینمایی و همچنین مجموعه‌هایی از مرگ و میر متصل به صنعت فیلم‌سازی بود.
این سال به شدت تحت تأثیر دنیاگیری کروناویروس بر سینما قرار گرفت و در جریان آن فیلم‌های متعددی که در اصل برای انتشار تئاتر برنامه‌ریزی کرده بودند، به تعویق افتادند و تحت ویدئو هنگام درخواست از سوی ررسانه‌های جاری پخش شدند. از این رو چندین شرکت فیلم گزارش شماره باکس آفیس در طول این زمان را با توجه به دنیاگیری کووید-۱۹ متوقف کرده‌اند و چند فیلم تا سال ۲۰۲۱ در تئاتر در حال اجرا بودند. در نتیجه احتمال دارد که این اعداد در آینده تغییر کنند.

## پرفروش‌ترین فیلم‌های ۲۰۲۰
| رتبه | عنوان                                     | پخش کننده                                | ناخالص جهانی دلار آمریکا |
| ---- | ----------------------------------------- | ---------------------------------------- | ------------------------ |
| ۱    | شیطان‌کش: فیلم کیمتسو نو یائیبا: قطار موگن | توهو / انیپلکس (سونی میوزیک اینترتینمنت) | ۵۰۳٬۰۴۸٬۴۷۱              |
| ۲    | هشتصد                                     | سی‌ام‌سی پیچکرز                            | ۴۷۲٬۰۰۰٬۰۰۰              |
| ۳    | مردم من، وطن من                           | توزیع فیلم چاینا لاین                    | ۴۳۳٬۲۴۱٬۲۸۸              |
| ۴    | پسران بد تا ابد                           | سونی پیکچرز                              | ۴۲۶٬۵۰۵٬۲۴۴              |
| ۵    | انگاشته                                   | برادران وارنر پیکچرز                     | ۳۶۳٬۶۵۶٬۶۲۴              |
| ۶    | سونیک خارپشت                              | پارامونت پیکچرز                          | ۳۱۹٬۷۱۵٬۶۸۳              |
| ۷    | دولیتل                                    | یونیورسال پیکچرز                         | ۲۴۵٬۵۲۱٬۰۶۲              |
| ۸    | جیانگ زیا                                 | بیجینگ اینلایت پیکچرز                    | ۲۴۰٬۶۶۱٬۶۸۹              |
| ۹    | یک گل سرخ کوچک                            | اچ‌جی انترتینمنت                          | ۲۳۸٬۶۰۰٬۰۰۰              |
| ۱۰   | موج شوک ۲                                 | یونیورس فیلمز                            | ۲۲۶٬۳۲۰٬۰۰۰              |

## رویدادها

### مراسم اهدای جوایز
| تاریخ      | رویداد                                  | میزبان                                                          | محل                                                   |
| ---------- | --------------------------------------- | --------------------------------------------------------------- | ----------------------------------------------------- |
| ۵ ژانویه   | هفتاد و هفتمین مراسم گلدن گلوب          | انجمن مطبوعات خارجی هالیوود                                     | بورلی هیلز، کالیفرنیا، کالیفرنیا، ایالات متحده آمریکا |
| ۱۱ ژانویه  | سومین جایزه زی ساین تلوگو               | شرکت سرگرمی زی                                                  | حیدرآباد (هند), تلانگانا، هند                         |
| ۱۲ ژانویه  | بیست و پنجمین جوایز انتخاب منتقدان      | انجمن منتقدان پخش فیلم                                          | سنتا مونیکا، کالیفرنیا.                               |
| ۱۹ ژانویه  | بیست و ششمین جوایز انجمن بازیگران سینما | SAG-AFTRA                                                       | لس آنجلس                                              |
| ۲۰ ژانویه  | پنجاه و پنجمین جایزه گلدباگ             | موسسهٔ فیلم سوئد                                                 | استکهلم                                               |
| ۲۵ ژانویه  | چهل و هفتمین جوایز آنی                  | ASIFA-Hollywood                                                 | لس آنجلس                                              |
| ۱ فوریه    | دهمین دوره جوایز ماگریت                 | Académie André Delvaux                                          | بروکسل، بلژیک                                         |
| ۲ فوریه    | هفتاد و سومین دوره جوایز بفتا           | آکادمی هنرهای فیلم و تلویزیون بریتانیا                          | لندن                                                  |
| ۸ فوریه    | سی و پنجمین جایزه ایندیپندنت اسپیریت    | جایزه ایندیپندنت اسپیریت                                        | سنتا مونیکا، کالیفرنیا.                               |
| ۹ فوریه    | نود و دومین دوره جوایز اسکار            | آکادمی علوم و هنرهای سینما                                      | لس آنجلس، کالیفرنیا                                   |
| ۲۸ فوریه   | چهل و پنجمین دوره جوایز سزار            | Académie des Arts et Techniques du Cinéma                       | پاریس                                                 |
| ۶ مارس     | چهل و سومین جایزه فیلم آکادمی ژاپن      | Nippon Academy-Sho Association                                  | توکیو، ژاپن                                           |
| ۱۶ مارس    | چهلمین جایزه تمشک طلایی                 | بنیاد جوایز تمشک طلایی                                          | لس آنجلس، کالیفرنیا، U.S.                             |
| ۶ مه       | سی و نهمین جوایز فیلم هنگ کنگ           | انجمن جوایز فیلم هنگ کنگ                                        | هنگ کنگ                                               |
| ۳ ژوئن     | پنجاه و ششمین جایزه گرند بل             | Korea Motion Picture Promotion Association                      | سئول، کره جنوبی                                       |
| ۲۹ ژوئن    | هفتمین جوایز پلاتینو                    | Entidad de Gestión de Derechos de los Productores Audiovisuales | پاناماسیتی، پاناما                                    |
| ۲۸ سپتامبر | شصت و دومین جوایز آریل                  | Academia Mexicana de Artes y Ciencias Cinematográficas          | مکزیک                                                 |
| ۲۱ نوامبر  | پنجاه و هفتمین جوایز اسب طلایی          | بنیاد توسعه تصاویر متحرک R.O.C.                                 | تایپه، تایوان                                         |

### جشنواره‌ها
فهرست برخی از جشنواره‌های فیلم برای سال ۲۰۲۰ که توسط فدراسیون بین‌المللی انجمن تهیه‌کنندگان فیلم تأیید شده‌است.
| تاریخ               | رویداد                                          | میزبان                        | مکان                                 |
| ------------------- | ----------------------------------------------- | ----------------------------- | ------------------------------------ |
| ۲۳ ژانویه - ۲ فوریه | جشنواره فیلم ساندنس ۲۰۲۰                        | جشنواره فیلم ساندنس           | پارک سیتی، یوتا، ایالات متحده آمریکا |
| ۲۰ فوریه - ۱ مارس   | هفتادمین جشنواره بین‌المللی فیلم برلین           | جشنواره بین‌المللی فیلم برلین  | برلین، آلمان                         |
| معلق                | جشنواره فیلم کن ۲۰۲۰                            | جشنواره کن                    | کن، فرانسه                           |
| ۲ تا ۱۲ سپتامبر     | هفتاد و هفتمین دوره جشنواره بین‌المللی فیلم ونیز | جشنواره فیلم ونیز             | ونیز، ایتالیا                        |
| ۱۰ تا ۲۱ سپتامبر    | جشنواره بین‌المللی فیلم تورنتو ۲۰۲۰              | جشنواره بین‌المللی فیلم تورنتو | تورنتو، انتاریو، کانادا              |

## جوایز
| دسته/سازمان                | هفتاد و هشتمین مراسم گلدن گلوب ۲۸ فوریه ۲۰۲۱ | هفتاد و هشتمین مراسم گلدن گلوب ۲۸ فوریه ۲۰۲۱ | بیست و ششمین جوایز انتخاب منتقدان 7 مارس ۲۰۲۱ | تهیه‌کنندگان، کارگردانان، بازیگران و جوایز انجمن نویسندگان 21 مارس-۱۰ آوریل ۲۰۲۱                     | هفتاد و چهارمین دوره جوایز بافتا 11 آوریل ۲۰۲۱ | نود و سومین دوره جوایز اسکار 25 آوریل ۲۰۲۱ |                                        |
| دسته/سازمان                | موزیکال                                      | درام یا کمدی                                 | بیست و ششمین جوایز انتخاب منتقدان 7 مارس ۲۰۲۱ | تهیه‌کنندگان، کارگردانان، بازیگران و جوایز انجمن نویسندگان 21 مارس-۱۰ آوریل ۲۰۲۱                     | هفتاد و چهارمین دوره جوایز بافتا 11 آوریل ۲۰۲۱ | نود و سومین دوره جوایز اسکار 25 آوریل ۲۰۲۱ |                                        |
| -------------------------- | -------------------------------------------- | -------------------------------------------- | --------------------------------------------- | --------------------------------------------------------------------------------------------------- | ---------------------------------------------- | ------------------------------------------ | -------------------------------------- |
| بهترین فیلم                | سرزمین خانه‌به‌دوش‌ها                           | بورات ۲                                      | سرزمین خانه‌به‌دوش‌ها                            | سرزمین خانه‌به‌دوش‌ها                                                                                  | سرزمین خانه‌به‌دوش‌ها                             | سرزمین خانه‌به‌دوش‌ها                         |                                        |
| بهترین کارگردان            | کلویی ژائو سرزمین خانه‌به‌دوش‌ها                | کلویی ژائو سرزمین خانه‌به‌دوش‌ها                | کلویی ژائو سرزمین خانه‌به‌دوش‌ها                 | کلویی ژائو سرزمین خانه‌به‌دوش‌ها                                                                       | کلویی ژائو سرزمین خانه‌به‌دوش‌ها                  | کلویی ژائو سرزمین خانه‌به‌دوش‌ها              |                                        |
| بهترین بازیگر مرد          | چادویک بوزمن بلک باتم ما رینی                | ساشا بارون کوهن بورات ۲                      | چادویک بوزمن بلک باتم ما رینی                 | چادویک بوزمن بلک باتم ما رینی                                                                       | آنتونی هاپکینز پدر (فیلم ۲۰۲۰)                 | آنتونی هاپکینز پدر (فیلم ۲۰۲۰)             |                                        |
| بهترین بازیگر زن           | آندرا دی ایالات متحده دربرابر بیلی هالیدی    | رزمند پایک بسیار مراقبت می‌کنم                | کری مولیگان زن جوان آتیه‌دار                   | وایولا دیویس بلک باتم ما رینی                                                                       | فرانسیس مک‌دورمند سرزمین خانه‌به‌دوش‌ها            | فرانسیس مک‌دورمند سرزمین خانه‌به‌دوش‌ها        |                                        |
| بهترین بازیگر نقش مکمل مرد | دنیل کالویا یهودا و مسیح سیاه                | دنیل کالویا یهودا و مسیح سیاه                | دنیل کالویا یهودا و مسیح سیاه                 | دنیل کالویا یهودا و مسیح سیاه                                                                       | دنیل کالویا یهودا و مسیح سیاه                  | دنیل کالویا یهودا و مسیح سیاه              |                                        |
| بهترین بازیگر نقش مکمل زن  | جودی فاستر موریتانی                          | جودی فاستر موریتانی                          | ماریا باکالوا بورات ۲                         | یون یو-جونگ میناری                                                                                  | یون یو-جونگ میناری                             | یون یو-جونگ میناری                         |                                        |
| بهترین فیلمنامه، اقتباسی   | آرون سورکین دادگاه شیکاگو هفت                | آرون سورکین دادگاه شیکاگو هفت                | کلویی ژائو سرزمین خانه‌به‌دوش‌ها                 | ساشا بارون کوهن، آنتونی هاینز، دن سویمر و پیتر بینهام، اریکا ریوینوجا، دن مازر و ینا فریدمن بورات ۲ | کریستوفر همپتون و فلوریان زلر پدر              | کریستوفر همپتون و فلوریان زلر پدر          |                                        |
| بهترین فیلمنامه، اورجینال  | آرون سورکین دادگاه شیکاگو هفت                | آرون سورکین دادگاه شیکاگو هفت                | امرالد فنل زن جوان آتیه‌دار                    | امرالد فنل زن جوان آتیه‌دار                                                                          | امرالد فنل زن جوان آتیه‌دار                     | امرالد فنل زن جوان آتیه‌دار                 |                                        |
| بهترین فیلم انیمیشن        | روح                                          | روح                                          | روح                                           | روح                                                                                                 | روح                                            | روح                                        |                                        |
| بهترین موسیقی اصلی         | ترنت رزنر، آتیکوس راس و جان باتیست روح       | ترنت رزنر، آتیکوس راس و جان باتیست روح       | ترنت رزنر، آتیکوس راس و جان باتیست روح        | —                                                                                                   | ترنت رزنر، آتیکوس راس و جان باتیست روح         | ترنت رزنر، آتیکوس راس و جان باتیست روح     | ترنت رزنر، آتیکوس راس و جان باتیست روح |
| بهترین آهنگ اصلی           | «Io sì (Seen)» زندگی پیش‌رو                   | «Io sì (Seen)» زندگی پیش‌رو                   | «حالا سخن بگو» یک شب در میامی                 | —                                                                                                   | —                                              | «مبارزه برای تو» یهودا و مسیح سیاه         |                                        |
| بهترین فیلم خارجی زبان     | میناری                                       | میناری                                       | میناری                                        | —                                                                                                   | یک دور دیگر                                    | یک دور دیگر                                |                                        |
| بهترین مستند               | —                                            | —                                            | دیک جانسون مرده‌است                            | معلم هشت‌پای من                                                                                      | معلم هشت‌پای من                                 | معلم هشت‌پای من                             |                                        |

## یادداشت
1. ↑  See Shock Wave 2 § Reception
2. ↑  The ceremony was cancelled due to the COVID-19 pandemic, winners announced online.
3. ↑  The ceremony was held and broadcast live online due to the COVID-19 pandemic.
4. ↑  The ceremony was held and broadcast live online due to the COVID-19 pandemic.
5. ↑  From 2020 onward, the category was shifted from the Critics' Choice Awards to the ancillary جایزه برتر گزینش منتقدان.
6. ↑  From 2016 onward, the category was shifted from the Critics' Choice Awards to the ancillary Critics' Choice Documentary Awards.